# 安娜J.库珀圆环

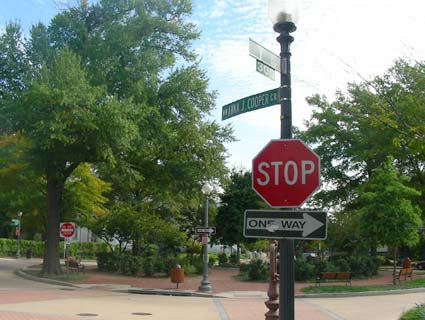

安娜J.库珀圆环（Anna J. Cooper Circle）是美国华盛顿哥伦比亚特区的一个交通环岛和公园，位于西北区3街和T街交汇处，在历史悠久的LeDroit公园社区。1983年，圆环以曾居住在LeDroit公园的作家，教育家，女权主义者,和有影响力的非洲裔美国人学者安娜·朱莉娅·海伍德·库珀（1858年至1964年）命名。